# Scutelnici
Scutelnici é uma comuna romena localizada no distrito de Buzău, na região de Muntênia. A comuna possui uma área de 65.87 km² e sua população era de 2478 habitantes segundo o censo de 2007.